# Campionato Federale di Seconda Categoria 1908
Il Campionato Federale di Seconda Categoria 1908 fu, assieme al corrispettivo Campionato Italiano, il quinto campionato di calcio italiano per seconde squadre dei club maggiori, presenti già nel campionato di Prima Categoria, a venir disputato in Italia. Esso era integrato con alcune squadre provinciali titolari.

## Il campionato federale
In seguito alla decisione della FIF di bandire gli stranieri dai campionati italiani e alle proteste di vari club di primo piano, all'Assemblea Federale del 10 novembre 1907 fu decisa l'istituzione di due tornei di calcio paralleli: uno "federale", in cui era ammessa la partecipazione di tesserati stranieri purché residenti in Italia, e uno "italiano", a cui potevano partecipare soltanto i tesserati di nazionalità italiana. Coerentemente con questa impostazione, anche la Seconda Categoria fu divisa in un campionato federale vinto dalla Pro Vercelli, e in un campionato italiano vinto dal Piemonte.
Il Campionato Italiano assegnava il titolo nazionale di Seconda Categoria, mentre quello Federale il meno prestigioso titolo di Campione FIF.

## Partecipanti
Alla chiusura delle iscrizioni il 5 dicembre 1907, furono iscritte:
- Andrea Doria II
- Juventus II
- Pro Vercelli
- Ausonia

Si iscrissero inoltre, ma si ritirarono poi senza giocare, il Milan II e la FC Libertas.

## Formula
Tutti i campionati del 1908 furono strutturati su due turni: un primo turno eliminatorio giocato a livello regionale, e un girone finale a tre squadre. In entrambe le seconde categorie, il girone ligure fu composto dalle sole riserve dell'Andrea Doria, che erano dunque qualificate d'ufficio al girone finale.

## Avvenimenti
Il boicottaggio dei club che non accettavano la divisione del campionato in due tornei distinti rese il girone piemontese, che fu piuttosto equilibrato, l'unico ad essere disputato. Il primo incontro vide prevalere la Juventus II per due gol a uno, mentre la gara di ritorno fu vinta dalla Pro Vercelli per una rete a zero. Le due formazioni furono costrette allo spareggio sul campo neutro dell'Ausonia, dove i vercellesi si imposero con un perentorio 5 a 1.
Il girone finale fu dominato dalla Pro Vercelli che vinse tutte le partite, l'ultima a tavolino per il ritiro dell'Ausonia che, dopo aver perso tutte le partite del girone d'andata, rinunciò alla disputa del girone di ritorno. Il nuovo successo delle bianche casacche, dopo quello nella Seconda Categoria unificata dell'anno prima, convinse definitivamente la dirigenza vercellese a fare il gran salto ed iscriversi al massimo campionato italiano di calcio che sarebbe iniziato poche settimane dopo.

## Risultati

### Eliminatoria

#### Piemonte
| Arbitro: | Francesco Calì (Genova) |

|                    |           |            |
| Aimone II Moschino | Marcatori | Bertinetti |

| Vercelli 12 gennaio 1908 Ritorno | Pro Vercelli | 1 – 0 | Juventus II |  |

In seguito all'ex aequo fra Pro Vercelli e Juventus II, fu giocato uno spareggio a Milano per determinare la squadra che si sarebbe qualificata al girone finale.
| Milano 19 gennaio 1908 Spareggio | Pro Vercelli | 5 – 1 (3–0) referto | Juventus II | Campo Trotter\| Arbitro: \| Magni \| |
| Arbitro:                         | Magni        |                     |             |                                      |

#### Lombardia e Liguria
Le eliminatorie lombarde non ebbero alfine luogo. Dopo l'annunciato ritiro del Milan a Capodanno, seguì quello a sorpresa della Libertas per mancata presentazione alla partita della vigilia dell'Epifania. L'Ausonia, rimasta quindi l'unica iscritta, si qualificò automaticamente alle finali. Anche in Liguria l'Andrea Doria II, unica iscritta, fu qualificata di diritto al girone nazionale.

### Girone nazionale
| Genova 26 gennaio 1908 | Andrea Doria II | 1 – 4 referto | Pro Vercelli |  |

| Vercelli 2 febbraio 1908 | Pro Vercelli | 2 – 0 referto | Ausonia |  |

| Genova 9 febbraio 1908 | Andrea Doria II | 2 – 1 referto | Ausonia |  |

| Vercelli 16 febbraio 1908 | Pro Vercelli | 7 – 1 referto | Andrea Doria II |  |

| Milano 23 febbraio 1908 | Ausonia | 0 – 2 tav. | Pro Vercelli |  |

| Milano 1º marzo 1908 | Ausonia | 0 – 2 tav. | Andrea Doria II |  |

Classifica
| Squadra         | Pt | G | V | N | P | GF | GS |
| --------------- | -- | - | - | - | - | -- | -- |
| Pro Vercelli    | 8  | 4 | 4 | 0 | 0 | 16 | 2  |
| Andrea Doria II | 4  | 4 | 2 | 0 | 2 | 7  | 12 |
| Ausonia         | 0  | 4 | 4 | 0 | 4 | 1  | 10 |

| Pro Vercelli Campione Federale di Seconda Categoria 1908 |